# Dumitru Coliu
Dumitru Coliu (n. Dimităr Colev) (n. 7 noiembrie 1907, Vasilieva, județul Caliacra – d. 1979), București, a fost un politician comunist român.
A fost membru al Partidului Comunist din România din anul 1925.
Căpitan - octombrie 1943, maior - 1944, lt. col. - august 1945, colonel - aug. 1947, general maior - mai 1948.
A fost locțiitor muncă E.C.P. din Regimentul 2 infanterie voluntari (Divizia "Tudor Vladimirescu - Debrețin") în perioada 1944 - 1945. Secretar general administrativ al M.Ap.N. între 27 decembrie 1947 și februarie 1949. Atașat militar în U.R.S.S. în perioada mai 1949 - 1951.
A fost membru al CC al PCR (1945-1979), prim-secretar al Comitetului Regional Prahova (1951 - martie 1952) și București (1954 - iunie 1955). Director general al Direcției Speciale a Președinției Consiliului de Miniștri în perioada martie 1952 - 1954. Membru în Consiliul militar al Regiunii II Militare până în aprilie 1956 și membru al Prezidiului Marii Adunări Naționale și președinte al Comisiei de Afaceri Externe (1953-1955), devenind apoi președinte al Comisiei Controlului de Stat (iunie 1955 - aprilie 1961) și Președinte al Colegiului Central de Partid (1965-1969). Dumitru Coliu a fost deputat în Marea Adunare Națională în sesiunile din perioada 1948 -1980.
Locotenent-colonelul Dumitru Coliu a fost decorat cu Ordinul "Mihai Viteazul", cl. III cu spade (prin DR 1627/6.08.1947).
Prin decretul nr. 157 din 4 mai 1971, Dumitru Coliu a fost decorat cu Ordinul Apărarea Patriei clasa I.. În 1974, Dumitru Coliu a fost decorat cu ordinul Victoria Socialismului.

## Distincții
- Ordinul „Apărarea Patriei” clasa a III-a (1945)
- Ordinul „Steaua Roșie” (1946)
- Ordinul „Mihai Viteazul” clasa a III-a (1947)
- Ordinul „Steaua Republicii Populare Române” clasa a II-a (1948)
- Ordinul Muncii clasa a III-a (1949)
- Ordinul „Apărarea Patriei” clasa a II-a (1949)
- Medalia „A cincea aniversare a Republicii Populare Române” (24 decembrie 1952) „pentru lupta și munca duse în vederea făuririi, consolidării și prosperării Republicii Populare Române”[6]
- Ordinul „Steaua Republicii Populare Române” clasa I (1957)
- Ordinul „23 August” clasa I (12 august 1959) „pentru îndelungată activitate în mișcarea muncitorească, pentru contribuția activă la răsturnarea dictaturii militaro-fasciste și instaurarea regimului democrat-popular, pentru merite deosebite în opera de construire a socialismului”[7]
- Medalia „40 de ani de la înființarea Partidului Comunist din Romînia” (6 mai 1961) „pentru activitate îndelungată în mișcarea muncitorească și merite în opera de construire a socialismului”[8][2]
- titlul de Erou al Muncii Socialiste din Republica Populară Romînă și medalia de aur „Secera și Ciocanul” (18 august 1964) „pentru activitate îndelungată în mișcarea muncitorească și merite deosebite în făurirea statului democrat-popular și construirea socialismului”[9]
- Medalia „A XX-a Aniversare a Eliberării Patriei” (18 august 1964) „pentru merite deosebite în opera de construire a socialismului, cu prilejul celei de a XX-a aniversări a eliberării patriei”[10]
- Medalia jubiliară „A XX-a Aniversare a Zilei Forțelor Armate ale Republicii Populare Romîne” (21 octombrie 1964) „pentru merite deosebite în făurirea și întărirea Forțelor Armate ale Republicii Populare Romîne, cu prilejul celei de a XX-a aniversări a Zilei Forțelor Armate”[11]
- Ordinul „Tudor Vladimirescu” clasa I (30 aprilie 1966) „cu prilejul celei de-a 45-a aniversări de la înființarea Partidului Comunist din România, pentru îndelungată activitate în mișcarea muncitorească și merite deosebite în opera de construire a socialismului”[12]
- Ordinul „Apărarea Patriei” clasa I (4 mai 1971) „cu prilejul aniversării a 50 de ani de la constituirea Partidului Comunist Român, [...] pentru activitate îndelungată în mișcarea muncitorească și merite deosebite în opera de construire a socialismului”[13]
- Ordinul „Victoria Socialismului” (19 august 1974) „pentru contribuția deosebită adusă la înfăptuirea politicii Partidului Comunist Român de făurire a societății socialiste multilateral dezvoltate în patria noastră”[14][15]